# Delresto (Echoes)
Delresto (Echoes) è un singolo della cantante statunitense Beyoncé e del rapper statunitense Travis Scott, pubblicato il 28 luglio 2023 come secondo estratto dal quarto album in studio di quest'ultimo Utopia.

## Antefatti
In un'intervista Complex del 2015, Scott ha dichiarato che il suo «collaboratore dei sogni» sarebbe stato Beyoncé. Nel 2019, è stato rivelato in un'intervista a Vibe all'artista Tone Stith che sia Beyoncé che Scott stavano ancora cercando di collaborare, poiché la canzone di Stith Good Company è stata inizialmente inviata come demo per Beyoncé e Scott prima di essere tuttavia registrata da Scott con Quavo e Swae Lee. Successivamente, nel corso dell'esecuzione del brano America Has a Problem durante il Renaissance World Tour in promozione dell'album Renaissance di Beyoncé, è apparso sugli schermi delle immagini che imitavano la testata di un giornale intitolato «The Echo». Queste immagini sono state tratte da Delresto (Echoes), e sono state successivamente identificate nell'artwork della copertina del singolo.

## Descrizione
Il brano, scritto e composto da Travis Scott e  Beyoncé, con la partecipazione di James Blake, Hit-Boy, Mike Dean e Allen Ritter, vede per la prima volta i due artisti collaborare in un brano. Il brano presenta la partecipazione vocale non accreditata di Justin Vernon della band indie folk americana Bon Iver.
Gabriel Bras Nevares di HotNewHipHop l'ha definito come un brano "con dei ritmi di ispirazione house con uno strumentale vibrante e progressive", mentre Nathan Evans di NME l'ha categorizzato come un brano "hip-house intriso di afropop".

## Accoglienza
Delresto (Echoes) ha ricevuto recensioni positive, con i critici musicali che hanno elogiato in particolare la performance di Beyoncé. Gabriel Bras Nevares di HotNewHipHop ha definito il brano «euforico» e lo ha identificato come uno straordinario di Utopia. Ha spiegato che «la traccia sembra completa senza esagerare la sua opulenza». Complex ha definito la presenza di Beyoncé come la «più grande sorpresa» dell'album, simile all'apparizione del cantante nel brano Can I di Drake Care Package. Lo scrittore della Recording Academy, Michael Saponara, ha definito la canzone «uno dei cameo più vivaci di Utopia», elogiando la produzione della canzone e sottolineando che «mentre Beyoncé fa gran parte del lavoro pesante in Delresto (Echoes), la strofa di Scott spicca ancora». Scrivendo per Billboard, Mackenzie Cummings-Grady l'ha elencata come la quarta miglior canzone di Utopia. Ha osservato che anche se la canzone sembrava imbottita, era ancora in grado di «prendere il volo grazie al groove dell'era rinascimentale di Beyoncé, che si adattava bene alla visione distopica di Utopia». Barnaby Lane di Insider ha evidenziato «i toni angelici di Beyoncé», che completano «il suono essenziale del brano e il breve verso di Scott».

## Video musicale
Un video per il brano, diretto da Nicolas Winding Refn, è stato estratto dal film Circus Maximus e successivamente reso disponibile su YouTube il 15 agosto 2023.

## Tracce
Testi e musiche di Beyoncé Knowles-Carter, Travis Scott, Jacques Webster II, Justin Vernon, James Blake, Chauncey Hollis, Jr., Michael Dean, Allen Ritter e Hit-Boy.
1. Delresto (Echoes) – 4:34

## Classifiche
| Classifica (2023) | Posizione massima |
| ----------------- | ----------------- |
| Australia         | 34                |
| Canada            | 26                |
| Francia           | 38                |
| Islanda           | 25                |
| Italia            | 63                |
| Lituania          | 35                |
| Lussemburgo       | 22                |
| Nuova Zelanda     | 30                |
| Polonia           | 38                |
| Portogallo        | 37                |
| Stati Uniti       | 25                |